# نورا كورنول
نورا كورنول (بالفرنسية: Nora Cornolle؛ مواليد 6 ديسمبر 1989) هي مُقاتلة فنون قتالية مختلطة فرنسية.

## وصلات خارجية
- نورا كورنول على موقع يو إف سي (الإنجليزية)
- نورا كورنول على موقع شيردوغ (الإنجليزية)
- نورا كورنول على موقع Tapology.com (الإنجليزية)